# روز جهانی افراد نان‌باینری
روز جهانی افراد نان‌باینری، هر ساله در ۱۴ ژوئیه برگزار می‌شود و هدف آن، آگاهی‌افزایی و سازماندهی در مورد مسائلی است که افرادی با جنسیت کوئیر در سراسر جهان با آن مواجه هستند. این روز برای نخستین بار در سال ۲۰۱۲ جشن گرفته و توسط کتیه ون لون آغاز شد. این تاریخ دقیقاً بین روز جهانی مرد و روز جهانی زن انتخاب شد.
هفته آگاهی نان‌باینری نیز هفته‌ای است که از دوشنبه قبل از روز جهانی افراد نان‌باینری در ۱۴ ژوئیه، شروع می‌شود. این یک دوره آگاهی ال‌جی‌بی‌تی‌کیو+ است که به افراد نان‌باینری اختصاص داده شده است.